# Peromyscus truei
Espèce
Synonymes
- Hesperomys truei Shufeldt, 1885 - protonyme
- Peromyscus chlorus Hoffmeister, 1941[2]
- Peromyscus comanche Blair, 1943[2]
- Peromyscus dyselius Elliot, 1898[2]
- Peromyscus gilberti (J. A. Allen, 1893)[2]
- Peromyscus hemionotis Elliot, 1903[2]
- Peromyscus lagunae Osgood, 1909[2]
- Peromyscus lasius Elliot, 1904[2]
- Peromyscus martirensis (J. A. Allen, 1893)[2]
- Peromyscus megalotis Merriam, 1890[2]
- Peromyscus montipinoris Elliot, 1904[2]
- Peromyscus nevadensis Hall & Hoffmeister, 1940[2]
- Peromyscus preblei Bailey, 1936[2]
- Peromyscus sequoiensis Hoffmeister, 1941[2]

Statut de conservation UICN

 LC  : Préoccupation mineure
Peromyscus truei est une espèce de mammifères rongeurs de la famille des Cricetidae.

## Répartition
Cette espèce se rencontre aux États-Unis et dans le nord-ouest du Mexique.

## Liste des sous-espèces
Selon NCBI (29 juin 2019) :
- sous-espèce Peromyscus truei comanche
- sous-espèce Peromyscus truei montipinoris
- sous-espèce Peromyscus truei truei

## Étymologie
Son nom spécifique, truei, lui a été donné en l'honneur de Frederick William True, mammologiste américain, conservateur au Musée national d'histoire naturelle des États-Unis et ami estimé de l'auteur.

## Publication originale
- (en) Robert Wilson Shufeldt, « Description of Hesperomys truei: a new species belonging to the subfamily Murinae », Proceedings of the United States National Museum, Washington, Inconnu, vol. 8,‎ 1885, p. 403-408 (ISSN 0096-3801 et 2377-6560, OCLC 1259735, lire en ligne).